# 嚴爾琮
嚴爾琮，字叔玉，浙江歸安人，明朝政治人物，賜同進士出身。

## 生平
崇禎六年（1633年）浙江鄉試五十八名舉人，十六年（1643年）登進士，官東莞知縣，招撫巨寇有成，後歸隱。

## 家族
兄嚴爾珪。